# Naib (Dune)
Dans l’univers de fiction de Dune de Frank Herbert, les Naibs sont les chefs des sietchs.
Frank Herbert emprunte ce terme au mot arabe Naib.
Le plus connu des naibs étant Stilgar du Sietch Tabr, ami de Muad'Dib et protecteur des jumeaux Leto et Ghanima.